# Malato de amonio
El Malato de amonio es una sal amónica del ácido málico. Se suele emplear en la industria alimentaria como conservante y antioxidante con la codificación: "E349".